# Barry Callebaut

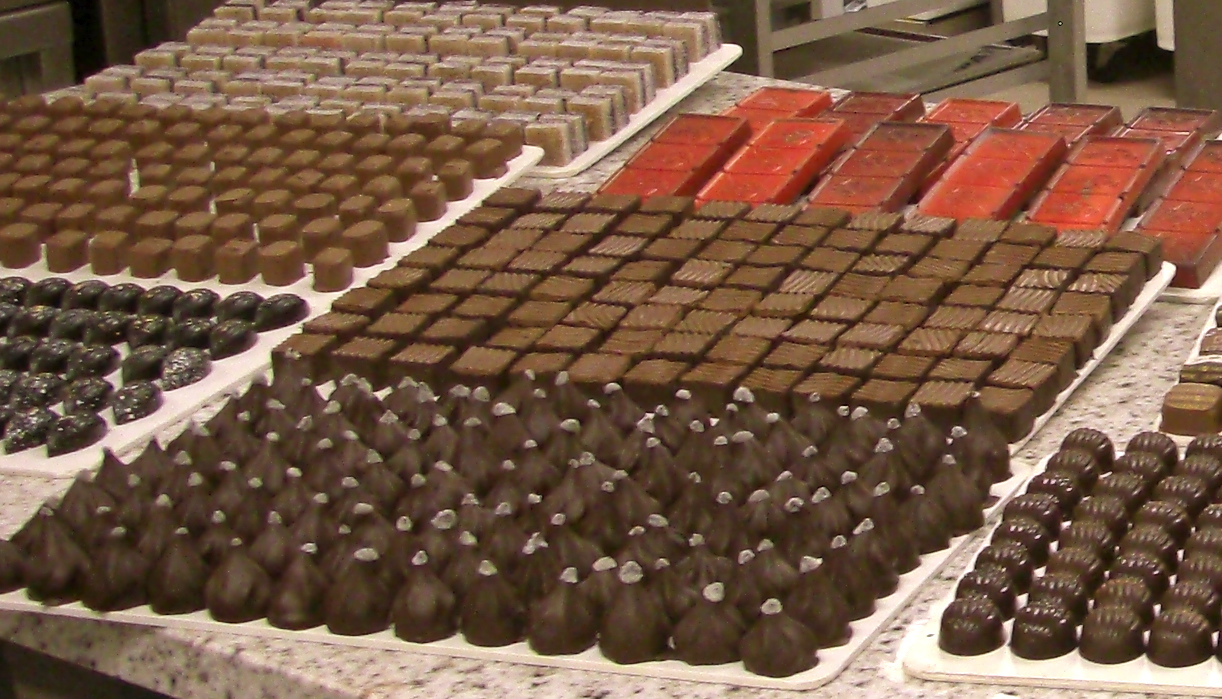
Schokolade von Barry Callebaut

Die Barry Callebaut AG [bari kalebau̯t] ist einer der grössten Schokoladenhersteller der Welt. Das Unternehmen hat seinen Hauptsitz in Zürich und ist an der SIX Swiss Exchange kotiert.
Das Unternehmen stellt Schokolade, Kakaoprodukte, Füllungen, Glasuren und Dekorationen für die zwei Kundensegmente Industrie und gewerbliche Kunden (Konditoreien und Gastronomie) her. Die 61 (2017: 55) Produktionsstätten liegen in Europa, Afrika, Amerika und Asien in über 40 (2017: >30) Ländern und beliefern 143 Länder. Zu den bekanntesten Marken des Konzerns gehören Callebaut, Cacao Barry und Carma.
Barry Callebaut beschäftigt mehr als 13.000 Mitarbeiter und erwirtschaftete im Geschäftsjahr 2021/22, das am 31. August 2022 endete, einen Umsatz von über 8 Milliarden Schweizer Franken. Im vorherigen Geschäftsjahr 2020/2021 lag der Umsatz bei 7,2 Milliarden Schweizer Franken. Die Barry Callebaut AG gehört zu den 500 grössten Familienunternehmen der Welt.

## Geschichte
Cacao Barry wurde 1842 in Hardricourt, Frankreich, von Charles Barry gegründet, einem Engländer mit einer Leidenschaft für die Erforschung Afrikas. Auf seinen Reisen nach Afrika kam Barry mit Kakaobohnen in Berührung, einem wichtigen Bestandteil der Schokoladenherstellung. Das Unternehmen begann 1911 mit der Herstellung von Schokolade und 1952 wurde Cacao Barry in der Verarbeitung von der Bohne bis zur Gourmet-Schokolade aktiv. 1992 übernahm die Holdinggesellschaft Société Centrale d’Investissement (SCI) die Kontrolle über Cacao Barry und übertrug anschließend 49 % des Unternehmenskapitals an die Compagnie Nationale à Portefeuille (CNP), einen Investmentfonds der Gruppe des Finanziers Albert Frère. Das Management von SCI setzte auf eine stärkere Durchdringung des britischen Marktes und eröffnete infolgedessen eine neue Produktionsstätte im Vereinigten Königreich. Im Jahr 1994, kurz vor der Fusion von 1996, wurde die Marke Pure Origine of Cacao Barry auf den Markt gebracht.
Callebaut war ein belgisches Unternehmen, das 1850 von Eugenius Callebaut als Brauerei in Wieze, Belgien, gegründet wurde. 1911 begann die Brauerei mit der Herstellung von Schokoladentafeln und stellte bald ganz auf die Schokoladenproduktion um. 1925 wurde mit der Herstellung von Kuvertüre begonnen. In den 1950er-Jahren begann Callebaut, das noch immer ein Familienunternehmen war, seine Produkte in andere europäische und nordamerikanische Märkte zu exportieren, und machte sich dabei die Tatsache zunutze, dass belgische Schokolade einen hervorragenden Ruf für ihre Qualität hatte. 1981 wurde das Unternehmen von Interfood, einer Tochtergesellschaft von Tobler-Suchard, aufgekauft.
Bernard Callebaut, Erbe der Gründerfamilie, zog nach Kanada, wo er eine neue Schokoladenfabrik namens Chocolaterie Bernard Callebaut eröffnete.
1983 erwarb Klaus Jacobs die vollständige Kontrolle über Interfood, die Holdinggesellschaft, die Callebaut kontrollierte, und wurde zu einem international führenden Süßwarenhersteller. Nach einer Reihe von Übernahmen in der Branche fusionierte das Unternehmen 1987 mit dem US-amerikanischen Unternehmen Kraft. Infolge diese Fusion entstand Kraft Jacobs Suchard.
Klaus Jacobs behielt das Geschäft von Callebaut bei.

### Fusion und IPO
Der belgische Schokoladenhersteller Callebaut und das französische Schokoladenunternehmen Cacao Barry fusionierten 1996 zu Barry Callebaut.
Im Jahr 1998 wurde Barry Callebaut an der Schweizer Börse SIX Swiss Exchange kotiert. Das nunmehr Schweizer Süßwarenunternehmen entwickelte sich weiter und Jacobs Suchard übertrug ihm die Leitung von Van Houten, dem 1815 in Amsterdam gegründeten niederländischen Schokoladen- und Kakaopulver-Hersteller, den Jacobs Suchard 1986 erworben hatte. Barry Callebaut erweiterte auch seine Produktpalette und brachte neue Marken auf den Markt wie Bensdorp (Kakaopulver), The Barry and Callebaut (Gourmet-Schokolade und Produkte auf Kakaobasis) sowie neue Produktlinien unter der Marke Barry Callebaut für die industrielle Verwendung, darunter Kakaopulver, Kakaobutter, Kakaomasse und Schokolade.
Im Jahr 1988 erwarb das Unternehmen das US-amerikanische Süßwarenunternehmen Van Leer Chocolate und im darauffolgenden Jahr die Schweizer Carma-Pfister AG. Im selben Jahr erhielt Barry Callebaut Zugang zum südamerikanischen Markt mit dem Kauf des brasilianischen Unternehmens Chandler Industrial de Bahia.
Im Jahr 2002 erwarb Barry Callebaut unter der Leitung seines neuen CEO Patrick De Maeseneire das deutsche Unternehmen Stollwerck und übernahm damit dessen 17 Marken, darunter Sarotti.
Im folgenden Jahr wurde Brach's durch die Übernahme von Schulden in Höhe von 16 Millionen Dollar gekauft. Im Jahr 2004 wurde AM Foods K/S erworben, ein auf Croissants und Schokolade spezialisiertes Unternehmen mit Sitz in Dänemark. Im Jahr 2007 unterzeichnete Barry Callebaut eine Vereinbarung mit dem Schweizer Unternehmen Nestlé über den Kauf des französischen Standorts in Dijon, von Anlagen zur Herstellung von Kakao und flüssiger Schokolade am italienischen Standort in San Sisto (Perugia) und zur Belieferung von Nestlé mit Schokoladenprodukten pro Jahr in Frankreich, Italien und Russland. Noch vor Jahresende erwarb Barry Calleaut das Unternehmen FPI-Food Processing International in den Vereinigten Staaten und KL Kepong Cocoa Products Sdn Bhd in Port Klang, Malaysia. Im Jahr 2009 kaufte Barry Callebaut den spanischen Schokoladenhersteller Chocovic S.A. Diese internationalen Akquisitionen erfolgten innerhalb weniger Jahre, was CEO De Maeseneire zu der Aussage veranlasste: „Wir wollten nicht, dass Barry Callebaut nur europäisch ist, wir wollten, dass es ein globales Unternehmen wird.“ Zwei Jahre später beschloss das Unternehmen, den Geschäftsbereich Stollwerck an die belgische Baronie Group zu übertragen und seine Einzelhandelsaktivitäten auf den europäischen Märkten zu veräußern. Seitdem ist Barry Callebaut ein reiner B2B-Anbieter.
2017 erwarb Barry Callebaut D’Orsogna Dolciaria, ein italienisches Unternehmen mit Sitz in den Abruzzen, das auf die Herstellung von Amaretto-Keksen, Süßwarendekorationen und ähnlichen Produkten spezialisiert ist. 2022 eröffnete das Unternehmen eine Exportanlage im Ecuadorianischen Durán, in welcher Kakaobohnen gesäubert, getrocknet und anschließend exportiert werden.

### Ruby Schokolade
Im September 2017 brachte das Schweizer Unternehmen eine neue Schokoladensorte auf den Markt: Ruby, benannt nach ihrem rötlich-rosafarbenen Farbton. Der Rosaton entsteht dabei nicht durch die Zugabe von künstlichen Farbstoffen. Diese Kakaobohnen werden in Ländern mit besonderen klimatischen Bedingungen wie Ecuador, Brasilien und der Elfenbeinküste angebaut. Barry Callebaut präsentierte auf einer privaten Veranstaltung für Branchenexperten in Shanghai „die vierte Art von Schokolade“, da für das Unternehmen China eine Sonderstellung für sein Geschäft einnimmt.
Im Januar 2018 brachte Nestlé Japan Ltd. in Japan ein Ruby Sublime Kitkat auf Basis von Ruby-Schokolade auf den Markt und ist damit die erste globale Marke, welche die von Barry Callebaut entwickelte rosa Schokoladensorte verwendet. Im April desselben Jahres wurde das Produkt auch im Vereinigten Königreich eingeführt, dem ersten westlichen Land, welches das aus den Ruby-Kakaobohnen von Barry Callebaut hergestellte rosafarbene KitKat im kommerziellen Maßstab testete.
Im Jahr 2005 führte Barry Callebaut ein Schokoladenprodukt namens ACTICOA ein, das einen höheren Gehalt an Polyphenol-Antioxidantien (Kakao Flavanole); einige Hinweise deuten darauf hin, dass diese Flavanole besondere gesundheitliche Vorteile haben.

### Governance
Von Oktober 2015 bis September 2021 war Antoine de Saint-Affrique CEO des Unternehmens, danach übernahm Peter Boone die Position. Nachdem im April 2023 Peter Feld diesen ablöste, wurde im September des gleichen Jahres die Konzernleitung auf fünf Personen verkleinert. Am 1. Januar 2023 löste Jo Thys den COO Olivier Delaunay ab.

### Chronologie der Übernahmen und Eröffnungen
- 1998 Übernahme des Markennamens «Van Houten» von der Van-Houten-Schokoladenfabrik, Niederlande[42]
- 1999 Akquisition der Carma AG, Schweiz[43]
- 2002 Akquisition der Stollwerck-Gruppe, Deutschland,[43] inklusive der schweizerischen Alprose
- 2003 Akquisition des niederländischen Konzerns Graverboom B.V. (einschliesslich Luijckx B.V.)
- 2003 Akquisition der Brach’s Confections Holding Inc., USA[44]
- 2004 Akquisition des Vending-Mix-Geschäfts (Automatenmischungen) der AM Foods, Schweden[45]
- 2005 Eröffnung einer Schokoladenfabrik in Kalifornien, USA
- 2007 Eröffnung einer Schokoladenfabrik in Tschechow, Russland[46]
- 2007 Veräusserung des Zuckerwaren-Geschäfts von Brach's[47]
- 2007 Akquisition einer Kakaofabrik in Pennsylvania, USA
- 2008 Eröffnung einer Schokoladenfabrik in Suzhou, China[48]
- 2008 Unterzeichnung der Übernahme von Schokolade-Produktionskapazitäten von Morinaga, Japan[49]
- 2008 Eröffnung eines Verkaufsbüros und einer Chocolate Academy in Mumbai, Indien
- 2008 Übernahme eines 60-%-Anteils an KLK Cocoa in Malaysia[50]
- 2008 Verkauf des afrikanischen Verbrauchergeschäfts
- 2008 Eröffnung von vier Chocolate Academies in Suzhou, China; Zundert, Niederlande; Tschechow, Russland und Chicago, USA
- 2008 Eröffnung einer Spezialitätenfabrik für tiefgekühlte Backwaren und Desserts in Alicante, Spanien
- 2009 Eröffnung einer Schokoladenfabrik in Monterrey, Mexiko[51]
- 2009 Verkauf des Verbrauchergeschäfts Van Houten Singapore an Hershey[52]
- 2009 Akquisition des dänischen Herstellers von Vending-Mix-Produkten Eurogran
- 2009 Akquisition des spanischen Schokoladenherstellers Chocovic[53]
- 2010 Eröffnung einer Schokoladenfabrik in Extrema, Brasilien[54]
- 2010 Unterzeichnung einer langfristigen strategischen Partnerschaftsvereinbarung mit Kraft Foods, Inc.[55]
- 2011 Akquisition der Restbeteiligung von 40 % an Barry Callebaut Malaysia Sdn Bhd, vormals KLK Cocoa
- 2011 Ausbau der bestehenden Liefer- und Innovationspartnerschaft mit Hershey
- 2011 Unterzeichnung eines langfristigen Outsourcing-Vertrags mit Chocolates Turín, Mexiko[56]
- 2011 Verkauf der Stollwerck-Gruppe (Schokoladen für den europäischen Lebensmitteleinzelhandel) an Baronie (Belgien)[57]
- 2011 Joint Venture mit P. T. Comextras Majora und Gründung von P. T. Barry Callebaut Comextras Indonesia[58]
- 2012 Akquisition von la Morella nuts, Spanien[59]
- 2012 Akquisition des US-Lebensmittelherstellers Mona Lisa Food Products[60]
- 2012 Lancierung der «Cocoa Horizons»-Initiative auf Basis des strategischen Pfeilers „Nachhaltiger Kakao“
- 2012 Erwerb des Standorts Chatham von Batory Industries Company in Ontario, Kanada[61]
- 2012 Unterzeichnung langfristiger Outsourcing-/Partnerschaftsvereinbarungen mit Unilever, Grupo Bimbo, Mexiko und Morinage, Japan
- 2013 Akquisition von Delfi Cocoa mit Hauptsitz in Singapur[62]
- 2015 Kauf der Produktionsanlagen von World’s Finest Chocolat[63]
- 2017 Vorstellung der eigens entwickelten Kuvertüre „Ruby“, die als neuer Schokoladentyp vermarktet wird[32]
- 2019 Übernahme einer Produktionsanlage von Burton’s Biscuit[64]
- 2021 Eröffnung einer Barry Callebaut Schokoladenfabrik in Novi Sad, Serbien[65]
- 2022 Schließung der 2019 übernommenen Fabrik[66]
- 2022 kündigte das Unternehmen den Bau einer Fabrik für zuckerfreie Produkte in Ontario (Kanada) an.[67]
- 2022 übernahm Barry Callebaut eine Produktionsstätte der Firma Attelli in Casablanca (Marokko).[68]
- 2022 Zum 1. September 2022 verliess der Innovationschef Pablo Perversi das Unternehmen.[69]
- 2025 Eröffnung einer dritten Fabrik in Indien.[70]

Ende 2022 wurde die „zweite Generation von Schokolade“ angekündigt, die laut eigener Aussage 50 Prozent weniger Zuckeranteil habe als ein Grossteil anderer Schokoladen. Zudem bestehe die dunkle Schokolade aus nur zwei Zutaten und die Milchschokolade aus nur drei. In der belgischen Kleinstadt Wieze betreibt Barry Callebaut die größte Schokoladenfabrik der Welt. Rund 350.000 Tonnen Schokolade werden hier jährlich hergestellt. Nachdem in einer Charge Salmonellen-Bakterien entdeckt wurden, musste die Fabrik am 30. Juni 2022 für unbestimmte Zeit geschlossen werden. Als Quelle wurde eine Lieferung der Zutat Lecithin identifiziert. Im Werk des ungarischen Herstellers wurden keine Salmonellen festgestellt. Die Kontamination konnte auf eine einzige verunreinigte Tankwagen-Lieferung eines Spediteurs zurückgeführt werden. Im Oktober 2022 konnte die Produktion nach Reinigung der Fabrikanlagen wieder normal anlaufen.

## Eigentümerstruktur
Das Unternehmen gehörte zum 31. August 2020 zu 40,1 % der Jacobs Holding AG mit Sitz in Zürich, zu 5 % Renata Jacobs und zu 3,1 % BlackRock.
Nach Abschluss des Verkaufs im Rahmen eines beschleunigten Bookbuilding-Verfahrens, das im April 2021 bekannt gegeben wurde, wird die Jacobs Holding 1,65 Millionen Aktien von Barry Callebaut halten, was 30,1 % entspricht.

## Kritik
Die Schokoladenindustrie, darunter auch Barry Callebaut, unterzeichnete im September 2001 das sogenannte Harkin-Engel-Protokoll. Dieses Protokoll beinhaltet Massnahmen, die bis 2008 zur Beendigung der schlimmsten Formen von Kinderarbeit bzw. -sklaverei in der Kakaoindustrie führen sollten. Eine Reportage der ARD kam 2010 zu dem Schluss, dass grosse Firmen wie Mars Incorporated, aber auch Barry Callebaut oder Nestlé nach wie vor Kindersklaverei „zumindest dulden“. Eine Evaluation der Tulane-Universität stellte 2011 fest, dass von den sechs im Harkin-Engel-Protokoll genannten Massnahmen keine einzige vollständig umgesetzt wurde.
Gemäss Geschäftsbericht 2019 strebt das Unternehmen an, „Kinderarbeit aus der Lieferkette zu verbannen“. 2022 attestierte die „Chocolate Scorecard“, eine vergleichende Übersicht zu den Umständen der Produktion unter Leitung australischer Universitäten, dem Unternehmen bezüglich der Kinderarbeit, es „beginne, gute Richtlinien zu etablieren“. Im Gesamturteil der ökologischen und sozialen Kriterien wurde Callebaut allerdings nur auf Rang 24 von 35 Unternehmen eingestuft. Als besonders kritisch sahen die Autoren die Performance des Unternehmens in Bereichen wie Transparenz, Lebensunterhalt, Agroforstwirtschaft und insbesondere das agrochemische Management. 2023 revidierte das Unternehmen dann das Ziel der kompletten Abschaffung von Kinderarbeit in ihrer Lieferkette bis 2025 auf Abdeckung der „Lieferkette von der Menschenrechts-Due-Diligence […], um alle identifizierbaren Fälle von Kinderarbeit zu beheben“.
Nach dem Überfall Russlands auf die Ukraine 2022 stoppte das Unternehmen – im Gegensatz zu vielen anderen Unternehmen – seine Produktion in Russland nicht.